# Lijst van graven van Vlaanderen

Wapen van het graafschap Vlaanderen sinds Filips van de Elzas

De graaf van Vlaanderen regeerde over het graafschap Vlaanderen vanaf de 9e eeuw. Vroege graven zoals Arnulf I de Grote werden soms markgraaf genoemd. Deze alternatieve titel werd niet meer gebruikt vanaf de 12e eeuw.

## Soeverein graaf van Vlaanderen
Onderstaande tabel is een lijst van graven uit het huis Vlaanderen. Het graafschap Vlaanderen werd gevormd doordat Boudewijn I een huwelijksovereenkomst kon sluiten met Judith van West-Francië, het eerste kind van de Franse monarch Karel de Kale. Karel de Kale was daar geen voorstander van maar door bemiddeling van de paus kwam het huwelijk tot stand. Boudewijn kreeg het bestuur over de pagus Flandrensis, het gebied rond Torhout, Gistel, Oudenburg en Brugge. In tegenstelling tot de rest van het grondgebied dat het huidige Europa vormt, dat in handen was van Duitse heersers, was het graafschap Vlaanderen in handen van de Franse koning. Het graafschap Vlaanderen omvatte tussen 1200 en 1400 West-, Oost-, Zeeuws- en Frans-Vlaanderen en was politiek, economisch en cultureel het machtigste gebied in de Lage Landen.

### Huis Vlaanderen (862-1119)
| Nr. | Portret       | Naam                                                     | Begin            | Einde            | Titels | Afstamming |
| --- | ------------- | -------------------------------------------------------- | ---------------- | ---------------- | --- | --- |
| 1   | Boudewijn I   | Boudewijn I met de IJzeren Arm (ca. 840 – 2 januari 879) | 862              | 2 januari 879    | - Graaf van Terwaan - Graaf van Vlaanderen - Graaf van Waasland                                                   | Hij schaakte Judith van West-Francië de oudste dochter van Karel de Kale. Als onderdeel van de verzoening met de Franse koning - met steun van Judiths broer Lodewijk de Stamelaar - werd Boudewijn aangesteld tot graaf van de Vlaanderengouw. |
| 2   | Boudewijn II  | Boudewijn II de Kale (ca. 865 – 10 september 918)        | 2 januari 879    | 10 september 918 | - Graaf van Boulogne (896-918) - Graaf van Terwaan - Graaf van Vlaanderen                                         | Zoon van zijn voorganger en Judith van West-Francië. Via zijn moeder had hij de kaalheid van zijn grootvader Karel de Kale geërfd. |
| 3   | Arnulf I      | Arnulf I de Grote (ca. 889 – 27 maart 965)               | 10 september 918 | 27 maart 965     | - Graaf van Artesië (932-965) - Graaf van Boulogne (933-964) - Graaf van Terwaan (933-962) - Graaf van Vlaanderen | Zoon van zijn voorganger en Elftrude van Wessex. Toen zijn broer Adalolf stierf, eigende hij zich diens erfdeel (Boulogne en Terwaan) toe. |
| 4   | Boudewijn III | Boudewijn III (ca. 940 - 1 november 962)                 | 958              | 1 november 962   | Medegraaf van Vlaanderen                                                                                          | Zoon van Arnulf de Grote en Aleidis van Vermandois. Hij regeerde samen met zijn vader tijdens diens laatste levensjaren. |
| 5   | Arnulf II     | Arnulf II de Jonge (ca. 960 – 30 maart 988)              | 27 maart 965     | 30 maart 988     | - Graaf van Terwaan (962-988) - Graaf van Vlaanderen                                                              | Zoon van Boudewijn III en Mathilde van Saksen. |
| 6   | Boudewijn IV  | Boudewijn IV met de Baard (ca. 980 - 30 mei 1035)        | 30 maart 988     | 30 mei 1035      | - Graaf van Artesië - Graaf van Terwaan - Graaf van Vlaanderen - Graaf van Zeeland                                | Zoon van zijn voorganger en Suzanna van Italië. |
| 7   | Boudewijn V   | Boudewijn V de Grote (ca. 1013 – 1 september 1067)       | 30 mei 1035      | 1 september 1067 | - Graaf van Artesië - Graaf van Vlaanderen - Graaf van Zeeland - Markgraaf van Valencijn en Ename                 | Zoon van zijn voorganger en Otgiva van Luxemburg. |
| 8   | Boudewijn VI  | Boudewijn VI van Hasnon (ca. 1030 – 17 juli 1070)        | 1 september 1067 | 17 juli 1070     | - Graaf van Artesië - Graaf-regent van Henegouwen (1051-1070) - Graaf van Vlaanderen - Graaf van Zeeland          | Zoon van zijn voorganger en Adela van Mesen. |
| 9   | Arnulf III    | Arnulf III de Ongelukkige (ca. 1055 – 20 februari 1071)  | 17 juli 1070     | 20 februari 1071 | - Graaf van Artesië - Graaf van Henegouwen - Graaf van Vlaanderen - Graaf van Zeeland                             | Zoon van zijn voorganger en Richilde van Henegouwen. Hij kwam in conflict met zijn oom Robrecht en sneuvelde in de strijd. |
| 10  | Robrecht I    | Robrecht I de Fries (ca. 1029/32 – 13 oktober 1093)      | 20 februari 1071 | 13 oktober 1093  | - Graaf van Artesië - Graaf-regent van Holland (1063-1070) - Graaf van Vlaanderen - Graaf van Zeeland             | Zoon van Boudewijn de Grote en dus oom van zijn voorganger. Zijn bijnaam de Fries ontleent hij aan zijn huwelijk met de weduwe van graaf Floris I van Holland.                                                                                  |
| 11  | Robrecht II   | Robrecht II van Jeruzalem (ca. 1065 – 1/2 oktober 1111)  | 13 oktober 1093  | 1/2 oktober 1111 | - Graaf van Artesië - Graaf van Vlaanderen - Graaf van Zeeland                                                    | Zoon van zijn voorganger en Geertruida van Saksen. Hij nam deel aan de Eerste Kruistocht. |
| 12  | Boudewijn VII | Boudewijn VII Hapkin (1093 – 17 juni 1119)               | 1/2 oktober 1111 | 17 juni 1119     | - Graaf van Artesië - Graaf van Vlaanderen - Graaf van Zeeland                                                    | Zoon van zijn voorganger en Clementia van Bourgondië. Hij stierf kinderloos. |

### Huis Estridsen (1119-1127)
| Nr. | Portret | Naam                                          | Begin        | Einde        | Titels                                                         | Afstamming |
| --- | ------- | --------------------------------------------- | ------------ | ------------ | -------------------------------------------------------------- | --- |
| 13  | Karel I | Karel I de Goede (ca. 1080/86 – 2 maart 1127) | 17 juni 1119 | 2 maart 1127 | - Graaf van Artesië - Graaf van Vlaanderen - Graaf van Zeeland | Zoon van koning Knoet IV van Denemarken en Adela van Vlaanderen, zelf een dochter van Robrecht I de Fries. Hij stierf kinderloos. |

### Huis Normandië (1127-1128)
| Nr. | Portret | Naam                                          | Begin         | Einde        | Titels                                                         | Afstamming |
| --- | ------- | --------------------------------------------- | ------------- | ------------ | -------------------------------------------------------------- | --- |
| 14  | Willem  | Willem Clito (25 oktober 1102 – 28 juli 1128) | 23 maart 1127 | 28 juli 1128 | - Graaf van Artesië - Graaf van Vlaanderen - Graaf van Zeeland | Kleinzoon van Mathilde van Vlaanderen en Willem de Veroveraar. Nadat Karel de Goede zonder erfopvolgers overleed, gebruikte de Franse koning Lodewijk VI zijn recht om over de opvolging te beslissen en Willem tot graaf te benoemen. Hij stierf kinderloos. |

### Huis Elzas (1128-1194)
| Nr. | Portret    | Naam                                                | Begin          | Einde            | Titels | Afstamming |
| --- | ---------- | --------------------------------------------------- | -------------- | ---------------- | --- | --- |
| 15  | Diederik   | Diederik van de Elzas (ca. 1100 – 4 januari 1168)   | 28 juli 1128   | 4 januari 1168   | - Graaf van Artesië - Graaf van Vlaanderen - Graaf van Zeeland                                                                               | Zoon van Gertrudis van Vlaanderen, zelf een dochter van Robrecht I. Nadat Karel de Goede overleed brak er een strijd los tussen Willem Clito en Diederik van de Elzas. Zij waren namelijk beiden verwant aan het huis Vlaanderen via de vrouwelijke lijn. Diederik overwon dankzij de steun van de Vlaamse steden. |
| 16  | Filips     | Filips I van de Elzas (1142 – 1 juni 1191)          | 4 januari 1168 | 1 juni 1191      | - Graaf van Artesië (1168-1180) - Graaf van Valois (1167-1191) - Graaf van Vermandois (1167-1191) - Graaf van Vlaanderen - Graaf van Zeeland | Zoon, getrouwd met Elisabeth van Vermandois. Hij schonk als huwelijksgeschenk Artesië aan zijn nicht Isabella van Henegouwen en koning Filips II van Frankrijk. 2e huwelijk met Mathilde van Portugal. Hij was de eerste graaf die de leeuw als wapenteken gebruikte.                                              |
| 17  | Margaretha | Margaretha I van de Elzas (1145 – 15 november 1194) | 1 juni 1191    | 15 november 1194 | - Gravin van Vlaanderen - Gravin van Zeeland                                                                                                 | Zuster, dochter van Diederik, gehuwd met Boudewijn V van Henegouwen, die zich voortaan Boudewijn VIII van Vlaanderen noemt. |

### Huis Vlaanderen (1194-1278)
| Nr. | Portret       | Naam                                                                  | Begin            | Einde            | Titels | Afstamming |
| --- | ------------- | --------------------------------------------------------------------- | ---------------- | ---------------- | --- | --- |
| 18  | Boudewijn IX  | Boudewijn IX van Constantinopel (juli 1171 - april 1205)              | 15 november 1194 | april 1205       | - Keizer van het Latijns Keizerrijk (1204-1205) - Graaf van Henegouwen - Graaf van Vlaanderen - Graaf van Zeeland | Zoon van Margaretha van de Elzas en Boudewijn V van Henegouwen. Zijn vader was een achterachterkleinzoon van Boudewijn VI.  |
| 19  | Johanna       | Johanna van Constantinopel (1194/1200 – 5 december 1244)              | april 1205       | 5 december 1244  | - Gravin van Henegouwen - Gravin van Vlaanderen - Gravin van Zeeland                                              | Dochter, had als regent Filips I van Namen tot 1212. Haar dood leidde tot de Vlaams-Henegouwse Successieoorlog (1244–1254). |
| 20  | Margaretha II | Margaretha II van Constantinopel (ca. 2 juni 1202 – 10 februari 1280) | 5 december 1244  | 29 december 1278 | - Gravin van Henegouwen (1244-1253) - Gravin van Vlaanderen - Gravin van Zeeland                                  | Zuster, dochter van Boudewijn IX. In 1278 deed ze troonsafstand ten gunste van haar zoon Gwijde.                            |

### Huis Dampierre (1278-1405)
| Nr. | Portret        | Naam                                                       | Begin             | Einde             | Titels | Afstamming                                                                                   |
| --- | -------------- | ---------------------------------------------------------- | ----------------- | ----------------- | --- | -------------------------------------------------------------------------------------------- |
| 21  | Gwijde         | Gwijde van Dampierre (ca. 1226 – 7 maart 1305)             | 29 december 1278  | 7 maart 1305      | - Graaf van Vlaanderen - Graaf van Zeeland (1278-1299) - Markgraaf van Namen (1263-1298)                     | Tweede zoon, hertrouwd met Isabella van Luxemburg, kocht Namen van zijn schoonvader.         |
| 22  | Robrecht III   | Robrecht III van Béthune (1249 – 17 september 1322)        | 7 maart 1305      | 17 september 1322 | - Graaf van Nevers (1272-1280) - Graaf van Vlaanderen                                                        | Zoon, hertrouwd met Yolande van Bourgondië, gravin van Nevers.                               |
| 23  | Lodewijk II    | Lodewijk I van Nevers (1304 – 26 augustus 1346)            | 17 september 1322 | 26 augustus 1346  | - Graaf van Nevers - Graaf van Rethel - Graaf van Vlaanderen                                                 | Kleinzoon van Robrecht III, erft Rethel van zijn moeder Johanna van Rethel.                  |
| 24  | Lodewijk II    | Lodewijk II van Male (25 oktober 1330 – 30 januari 1384)   | 26 augustus 1346  | 30 januari 1384   | - Graaf van Artesië - Graaf van Bourgondië - Graaf van Nevers - Graaf van Rethel - Graaf van Vlaanderen      | Zoon, erft Bourgondië en Artesië van zijn moeder Margaretha van Frankrijk.                   |
| 25  | Margaretha III | Margaretha III van Male (13 april 1350 - 16/21 maart 1405) | 30 januari 1384   | 16/21 maart 1405  | - Gravin van Artesië - Gravin van Bourgondië - Gravin van Nevers - Gravin van Rethel - Gravin van Vlaanderen | Dochter, huwde eerst met Filips van Rouvres en nadien met Filips van Bourgondië (de Stoute). |

## Vlaanderen onderdeel van de personele unie
Tijdens de Bourgondische tijd en onder de Habsburgse Nederlanden maakte het graafschap Vlaanderen deel uit van een personele unie van zelfstandige landsheerlijkheden.

### Huis Valois-Bourgondië(1405-1482)
| Nr. | Portret   | Naam                                                     | Begin             | Einde             | Titels | Afstamming |
| --- | --------- | -------------------------------------------------------- | ----------------- | ----------------- | --- | --- |
| 26  | Jan       | Jan zonder Vrees (28 mei 1371 – 10 september 1419)       | 16/21 maart 1405  | 10 september 1419 | - Hertog van Bourgondië - Graaf van Artesië - Graaf van Vlaanderen                                                                       | Zoon van zijn voorgangster en Filips de Stoute, de hertog van Bourgondië. |
| 27  | Filips II | Filips (II) de Goede (31 juli 1396 – 15 juni 1467) →     | 10 september 1419 | 15 juni 1467      | - Hertog van Bourgondië, Brabant, Limburg, Luxemburg enz. - Graaf van Artesië, Franche-Comté, Henegouwen, Holland, Vlaanderen en Zeeland | Zoon van zijn voorganger en Margaretha van Beieren. Koopt Namen van Jan III van Namen, erft Brabant van zijn kinderloze neef Filips van Saint-Pol, verovert Henegouwen, Holland en Zeeland op zijn nicht Jacoba van Beieren, koopt Luxemburg van Elisabeth van Görlitz |
| 28  | Karel II  | Karel (II) de Stoute (10 november 1433 – 5 januari 1477) | 15 juni 1467      | 5 januari 1477    | - Hertog van Bourgondië, Brabant, Limburg, Luxemburg enz. - Graaf van Artesië, Franche-Comté, Henegouwen, Holland, Vlaanderen enz.       | Zoon van zijn voorganger en Isabella van Portugal. |
| 29  | Maria     | Maria van Bourgondië (13 februari 1457 – 27 maart 1482)  | 5 januari 1477    | 27 maart 1482     | - Hertogin van Bourgondië, Brabant, Limburg, Luxemburg enz. - Gravin van Artesië, Franche-Comté, Henegouwen, Holland, Vlaanderen enz.    | Dochter van haar voorganger en Isabella van Bourbon. |

### Huis Habsburg (1482-1700)
| Nr. | Portret     | Naam                                                               | Begin             | Einde             | Titels | Afstamming |
| --- | ----------- | ------------------------------------------------------------------ | ----------------- | ----------------- | --- | --- |
| 30  | Jan         | Filips (III) de Schone (22 juni 1478 - 25 september 1506)          | 27 maart 1482     | 25 september 1506 | - Hertog van Bourgondië, Brabant, Limburg, Luxemburg enz. - Graaf van Artesië, Franche-Comté, Henegouwen, Holland, Vlaanderen enz.       | Zoon van zijn voorgangster en Maximiliaan van Oostenrijk, keizer van het Heilige Roomse Rijk.                                |
| 31  | Karel III   | Karel (III), keizer Karel V (24 februari 1500 – 21 september 1558) | 25 september 1506 | 21 september 1558 | - Rooms-Duits keizer - Koning van Castilië, Leon, Aragon enz. - Hertog van Bourgondië, Brabant enz. - Graaf van Artesië, Vlaanderen enz. | Zoon van zijn voorganger en Johanna van Castilië.                                                                            |
| 32  | Filips (IV) | Filips (IV) van Spanje (21 mei 1527 - 13 september 1598)           | 21 september 1558 | 6 mei 1598        | - Koning van Castilië, Leon, Aragon enz. - Hertog van Brabant, Luxemburg enz. - Graaf van Artesië, Vlaanderen enz.                       | Zoon van zijn voorganger en Isabella van Portugal.                                                                           |
| 33  | Isabella    | Isabella van Spanje (12 augustus 1566 – 1 december 1633)           | 6 mei 1598        | 13 juli 1621      | Heerseres over de Zeventien Provinciën                                                                                                   | Dochter van haar voorganger en diens derde vrouw Elisabeth van Valois.                                                       |
| 34  | Filips (V)  | Filips (V) van Spanje (8 april 1605 – 17 september 1665)           | 13 juli 1621      | 17 september 1665 | - Koning van Castilië, Leon, Aragon enz. - Hertog van Brabant, Luxemburg enz. - Graaf van Artesië, Vlaanderen enz.                       | Zoon van koning Filips III van Spanje, zelf zoon van koning Filips II (IV van Vlaanderen), en van Margaretha van Oostenrijk. |
| 35  | Karel (IV)  | Karel (IV) van Spanje (6 november 1661 – 1 november 1700)          | 17 september 1665 | 1 november 1700   | - Koning van Castilië, Leon, Aragon enz. - Hertog van Brabant, Luxemburg enz. - Graaf van Artesië, Vlaanderen enz.                       | Zoon van zijn voorganger en Maria Anna van Oostenrijk.                                                                       |

### Huis Bourbon(1700-1713)
| Nr. | Portret     | Naam                                                   | Begin           | Einde         | Titels | Afstamming |
| --- | ----------- | ------------------------------------------------------ | --------------- | ------------- | --- | --- |
| 36  | Filips (VI) | Filips (VI) van Anjou (19 december 1683 – 9 juli 1746) | 1 november 1700 | 11 april 1713 | - Koning van Castilië, Leon, Aragon enz. - Hertog van Brabant, Luxemburg enz. - Graaf van Artesië, Vlaanderen enz. | Kleinzoon van de Franse koning Lodewijk XIV en Maria Theresia van Spanje. Hij werd door zijn voorganger als erfgenaam aangesteld. |

### Huis Habsburg (1713-1780)
| Nr. | Portret        | Naam                                                          | Begin           | Einde            | Titels | Afstamming |
| --- | -------------- | ------------------------------------------------------------- | --------------- | ---------------- | --- | --- |
| 37  | Filips (VI)    | Karel (V), keizer Karel VI (1 oktober 1685 – 20 oktober 1740) | 11 april 1713   | 20 oktober 1740  | - Keizer van het Heilige Roomse Rijk - Koning van Hongarije, Napels enz. - Hertog van Brabant, Limburg enz. - Graaf van Namen, Vlaanderen enz. | Kleinzoon van keizer Ferdinand III en Maria Anna van Spanje. Hij volgde zijn voorganger op na de Vrede van Utrecht (1713). |
| 38  | Maria Theresia | Maria Theresia (13 mei 1717 – 29 november 1780)               | 20 oktober 1740 | 29 november 1780 | - Koningin van Bohemen en Hongarije - Hertogin van Brabant, Limburg enz. - Gravin van Namen, Vlaanderen enz.                                   | Dochter van haar voorganger en Elisabeth Christine van Brunswijk-Wolfenbüttel.                                             |

### Huis Habsburg-Lotharingen (1780-1797)
| Nr. | Portret | Naam                                     | Begin            | Einde            | Titels | Afstamming |
| --- | ------- | ---------------------------------------- | ---------------- | ---------------- | --- | --- |
| 39  | Jozef   | Jozef (13 maart 1741 - 20 februari 1790) | 29 november 1780 | 20 februari 1790 | - Keizer van het Heilige Roomse Rijk - Koning van Bohemen en Hongarije - Hertog van Brabant, Limburg enz. - Graaf van Namen, Vlaanderen enz. | Zoon van zijn voorgangster en keizer Frans I Stefan. |
| 40  | Leopold | Leopold (5 mei 1747 – 1 maart 1792)      | 20 februari 1790 | 1 maart 1792     | - Keizer van het Heilige Roomse Rijk - Koning van Bohemen en Hongarije - Hertog van Brabant, Limburg enz. - Graaf van Namen, Vlaanderen enz. | Jongere broer van zijn voorganger. |
| 41  | Frans   | Frans (12 februari 1768 – 2 maart 1835)  | 1 maart 1792     | 17 oktober 1797  | - Keizer van het Heilige Roomse Rijk - Koning van Bohemen en Hongarije - Hertog van Brabant, Limburg enz. - Graaf van Namen, Vlaanderen enz. | Zoon van zijn voorganger en Marie Louise van Spanje. Met de Vrede van Campo Formio (1797) stond hij de Zuidelijke Nederlanden af aan de Franse Republiek, die de landen eind 1795 had bezet. |

In 1795 werd het graafschap Vlaanderen geannexeerd door Frankrijk en werd het graafschap opgeheven.
Van 1815 tot de Belgische Revolutie in 1830 hoorde het grondgebied bij het Verenigd Koninkrijk der Nederlanden. Willem I noch zijn opvolgers maakten enige aanspraak op de titel van graaf van Vlaanderen na het Verdrag van Londen uit 1839.

## Dynastieke titelGraaf van Vlaanderen

### Huis Saksen-Coburg-Gotha (1837-1983)
De titel van graaf van Vlaanderen werd ad personam toegekend en was niet erfelijk (Koninklijke besluiten van 1840, 1891 en 1910). Deze titel werd toegeschreven aan de tweede zoon van de koning. Bij Koninklijk Besluit van 16 oktober 2001 werd beslist de titel graaf van Vlaanderen niet langer toe te kennen.
| Nr. | Portret | Naam                                            | Begin            | Einde            | Titels                                                                                           | Afstamming                                           |
| --- | ------- | ----------------------------------------------- | ---------------- | ---------------- | ------------------------------------------------------------------------------------------------ | ---------------------------------------------------- |
| 42  | Filips  | Filips (VII) (24 maart 1837 – 17 november 1905) | 14 december 1840 | 17 november 1905 | - Hertog van Saksen - Prins van België - Prins van Saksen-Coburg en Gotha - Graaf van Vlaanderen | Tweede levende zoon van koning Leopold I van België. |
| 43  | Karel   | Karel (VI) (10 oktober 1903 - 1 juni 1983) →    | 31 januari 1910  | 1 juni 1983      | - Prins van België - Graaf van Vlaanderen                                                        | Tweede zoon van koning Albert I van België.          |

### Huis Bourbon
De titel Graaf van Vlaanderen is een van de titels van de Spaanse Kroon. Daarom draagt ook koning Felipe VI van Spanje, deze titel.